# Rochdi Achenteh
Rochdi Achenteh (Eindhoven, 7 maart 1988) is een voormalig Nederlands-Marokkaans profvoetballer die doorgaans als middenvelder of linksback speelde. In november 2014 debuteerde hij in het Marokkaans voetbalelftal.

## Clubcarrière
Achenteh begon op vijfjarige leeftijd met voetballen bij de Eindhovense club Brabantia. Van 1997 tot en met 2008 doorliep hij de jeugdopleiding van PSV, waar hij gerekend werd tot een van de clubs grootste talenten. In augustus 2008 tekende hij een contract bij stadgenoot en Eerste divisie-club FC Eindhoven. Later die maand maakte hij zijn debuut in de derby uit tegen Helmond Sport (4-3). Het grootste succes in Achentehs periode bij Eindhoven was in maart 2010 het behalen van de clubs eerste periodetitel sinds 1998. Hierop plaatste het zich voor de play-offs om promotie/degradatie, waarin Eindhoven in de eerste ronde AGOVV uitschakelde en vervolgens met één doelpunt verschil werd verslagen door toenmalig Eredivisionist Willem II. Achenteh miste in de tweede wedstrijd tegen de Tilburgers een strafschop. Uiteindelijk kwam hij in totaal drie seizoenen uit voor FC Eindhoven.
In maart 2011 tekende hij voor drie jaar bij FC Zwolle. In zijn eerste seizoen bij Zwolle pakte Achenteh de titel in de Eerste Divisie. Sinds het seizoen 2012/2013 kwam hij met de club (die haar naam terugveranderde in 'PEC Zwolle') uit in de Eredivisie.
Na tweeënhalf jaar bij PEC Zwolle te hebben gespeeld stapte hij in januari 2014 over naar subtopper Vitesse. Hij tekende op 15 januari 2014 een contract tot medio 2016 met een optie op nog één jaar. Op 23 februari 2014 maakte hij zijn debuut in de thuiswedstrijd tegen RKC Waalwijk. In 2015 plaatste Achenteh zich met de Arnhemmers voor het eerst in zijn carrière voor Europees voetbal; hij nam deel aan de derde voorronde van de Europa League. Na twee nederlagen (3-0 en 2-0) tegen het Southampton van trainers Ronald en Erwin Koeman was de internationale campagne echter weer voorbij. Waar hij in het seizoen 2014/2015 nog als basisspeler gold, speelde Achenteh na de zomerstop slechts vijf competitiewedstrijden voor Vitesse.
Eind januari 2016 werd hij transfervrij overgenomen door Willem II waar hij tekende voor het restant van het seizoen. Hij eindigde 2015/16 met de club op de zestiende plaats, waarna hij met Willem II via de play-offs 2016 behoud afdwong. In het seizoen 2016/17 speelde hij voor Go Ahead Eagles waarmee hij uit de Eredivisie degradeerde. Hierna zat Achenteh een half jaar zonder club. Eind januari 2018 sloot hij aan bij FC Eindhoven. In het seizoen 2019/20 speelde hij bij FC Ararat-Armenia in Armenië. In februari 2021 sloot hij aan bij Kozakken Boys in de Tweede divisie. Medio 2022 ging hij naar KFC Wezel Sport.

## Interlandcarrière
Als jeugdspeler van PSV speelde Achenteh in 2004 drie wedstrijden voor Nederland onder 17. Op 22 mei 2007 speelde hij zijn enige interland voor Jong Marokko. Dit was in een oefenwedstrijd tegen Jong Oranje in Tilburg, waarin Achenteh een kwartier voor het einde van de wedstrijd inviel voor Karim El Ahmadi. Het duel werd met 2-0 gewonnen door Marokko en werd ontsierd door relschoppers onder de Marokkaanse supporters.
Op 13 november 2014 debuteerde Achenteh in het Marokkaans voetbalelftal in een vriendschappelijk thuisduel tegen Benin (6-1). Drie dagen later volgde een tweede interland in het Stade Adrar in Agadir, ditmaal tegen Zimbabwe (2-1).

## Carrièrestatistieken
| Seizoen                     | Club            | Land            | Competitie        | Competitie | Competitie | Beker | Beker | Internationaal | Internationaal | Overig | Overig | Totaal | Totaal |
| Seizoen                     | Club            | Land            | Competitie        | Duels      | Goals      | Duels | Goals | Duels          | Goals          | Duels  | Goals  | Duels  | Goals  |
| --------------------------- | --------------- | --------------- | ----------------- | ---------- | ---------- | ----- | ----- | -------------- | -------------- | ------ | ------ | ------ | ------ |
| 2008/09                     | FC Eindhoven    | Nederland       | Eerste divisie    | 26         | 2          | 2     | 0     | –              | –              | –      | –      | 28     | 2      |
| 2009/10                     | FC Eindhoven    | Nederland       | Eerste divisie    | 33         | 3          | 1     | 0     | –              | –              | 4      | 0      | 38     | 3      |
| 2010/11                     | FC Eindhoven    | Nederland       | Eerste divisie    | 30         | 1          | 2     | 0     | –              | –              | –      | –      | 32     | 1      |
| 2011/12                     | FC Zwolle       | Nederland       | Eerste divisie    | 33         | 0          | 2     | 0     | –              | –              | –      | –      | 35     | 0      |
| 2012/13                     | PEC Zwolle      | Nederland       | Eredivisie        | 33         | 1          | 5     | 1     | –              | –              | –      | –      | 38     | 2      |
| 2013/14                     | PEC Zwolle      | Nederland       | Eredivisie        | 17         | 1          | 3     | 2     | –              | –              | –      | –      | 20     | 3      |
| 2013/14                     | Vitesse         | Nederland       | Eredivisie        | 6          | 0          | 0     | 0     | 0              | 0              | 1      | 0      | 7      | 0      |
| 2014/15                     | Vitesse         | Nederland       | Eredivisie        | 33         | 1          | 4     | 0     | –              | –              | 4      | 0      | 41     | 1      |
| 2015/16                     | Vitesse         | Nederland       | Eredivisie        | 5          | 0          | 0     | 0     | 2              | 0              |        |        | 7      | 0      |
| 2015/16                     | Willem II       | Nederland       | Eredivisie        | 18         | 0          | 0     | 0     | 0              | 0              | 4      | 0      | 22     | 0      |
| 2016/17                     | Go Ahead Eagles | Nederland       | Eredivisie        | 16         | 0          | 2     | 0     | 0              | 0              | 0      | 0      | 18     | 0      |
| 2017/18                     | FC Eindhoven    | Nederland       | Eerste divisie    | 13         | 0          | 0     | 0     | 0              | 0              | 0      | 0      | 13     | 0      |
| 2018/19                     | FC Eindhoven    | Nederland       | Eerste divisie    | 19         | 0          | 0     | 0     | 0              | 0              | 0      | 0      | 19     | 0      |
| 2019/20                     | Ararat Armenia  | Armenië         | Bardsragujn Chumb | 14         | 0          | 3     | 0     | 8              | 0              | 0      | 0      | 25     | 0      |
| Carrière totaal             | Carrière totaal | Carrière totaal | Carrière totaal   | 296        | 9          | 24    | 3     | 10             | 0              | 13     | 0      | 343    | 12     |
| Bijgewerkt op 16 juli 2021. |                 |                 |                   |            |            |       |       |                |                |        |        |        |        |

## Erelijst
| Nationaal               |    |         |
| Kampioen Eerste Divisie | 1x | 2011/12 |
| Landskampioen Armenië   | 1x | 2019/20 |